# Ania Karwan
Anna Magdalena Karwan (Łaszczów, 6 dicembre 1985) è una cantante polacca.

## Biografia
Cresciuta in una famiglia di musicisti, all'età di 16 anni Ania Karwan ha lasciato la sua città natale nella Polonia sudorientale per trasferirsi a Varsavia, dove ha lavorato in un bar.
Si è avvicinata all'industria musicale cantando come corista per nomi affermati del panorama nazionale fra cui Ania Dąbrowska, Monika Brodka, Sylwia Wiśniewska, Kasia Cerekwicka, Andrzej Piaseczny, Paulina Przybysz, Stanisław Sojka e Ania Wyszkoni. Nel 2010 ha vinto un episodio del talent show Szansa na sukces, mentre l'anno successivo è arrivata in semifinale al programma canoro di Polsat Must Be the Music. Tylko muzyka.
Nel 2016 ha preso parte alla settima edizione di The Voice of Poland, dove ha fatto parte del team di Natalia Kukulska. È arrivata in finale, finendo al terzo posto. Due anni dopo ha firmato un contratto con la 2 Track Recordings, su cui ha pubblicato il singolo Głupcy, che si è rivelato un successo commerciale, scalando la classifica nazionale fino ad arrivare al 18º posto e ottenendo un disco d'oro con oltre 10 000 copie vendute. Il 15 febbraio 2019 è uscito l'album di debutto eponimo della cantante, che ha debuttato alla 6ª posizione della classifica OLiS e che ha prodotto un secondo singolo disco d'oro, Słucham Cię w radiu co tydzień, canzone vincitrice della 56ª edizione del festival di Opole. Il successo del disco le ha fruttato una candidatura ai premi Fryderyk del 2020, il principale riconoscimento musicale in Polonia, nella categoria Migliore esordiente.

## Discografia

### Album
- 2019 – Ania Karwan

### Singoli
- 2014 – What the World Needs Now
- 2015 – Nie idź (feat. Matheo)
- 2016 – Nie ma Cię
- 2017 – W prezencie
- 2017 – Mam was
- 2018 – Głupcy
- 2019 – Czarny świt
- 2019 – Słucham Cię w radiu co tydzień
- 2019 – The Secret Game
- 2020 – Dzięki Tobie